# Comtat de Dijon
El comtat de Dijon fou una jurisdicció feudal de Borgonya centrada a la ciutat de Dijon.
El comtat ja existia al segle ix però no se'n coneixen els titulars. És possible que fos un dels comtats de Guerí de Provença que tenia els veïns Mementois, Beaune, Chalon, Mâcon i Auxois segurament entre d'altres, i duia el títol de marques de Borgonya. El seu fill Isembard el va succeir el 853 i consta efectivament com a comte de Dijon a més de Mâcon i Chalon (853-858). Després fou comte Humfrid que fou marquès de Borgonya i de Gòtia i dominava Macôn, Chalon, Beaune i segurament altres pagi. Odó o Eudes, comte de Troyes i Varais, va ocupar Dijon, fou comte de Mâcon (863-870) i va disputar Autun a Bernat Plantapilosa del 867 al 870.
Després d'Odó apareix com a comte Hug I que feia una donació el 10 o 11 d'abril del 881 o 882, que se sap que tenia tres fills (Hug, Joceran i Arembert); el següent comte fou Manassès I del que consta almenys una donació i el seu nom en diverses cartes que tant poden correspondre a aquest com al seu fill Manassès II com un pare de Manassès I desconegut, distingit com Manassès l'Antic. Manassès I fou comte des de vers el 885 al 918 quan el va succeir el seu fill Manassès II que fou comte d'Auxois, de Dijon i de Beaune. Manassès tenia dos germans, Walo i Ragenard esmentats en algunes cartes: el primer bou bisbe d'Autun i s'esmenta que va morir el 913 però sembla viu en una carta del 918. Ragenard s'esmenta amb títol de vescomte i va fer elegir a Gerannus com a bisbe d'Auxerre amb permís de Carles III de França el Simple; el 924 se l'esmenta conquerint el castell de Mons sancti Iohannis amb l'ajut dels seus nebots Walo i Gislebert (fills de Manassès II) però el rei Rodolf va reconquerir el castell el mateix any.
Manassès II, successor del seu pare Manassès I vers 918, apareix esmentat amb la seva dona Ermengarda a Vita Sanctii Viventii Presbyteri (sense data) i en donació del 925. Ermengarda seria la filla del rei Bosó de Provença amb la seva segona esposa Ermengardis d'Italia. Va tenir cinc fills (Walo, Hervé, Gilbert o Gislebert o Giselbert, Manassès i Ermengarda) dels quals Hervé fou bisbe d'Autun i Gislebert fou comte d'Autun, segon una donació datada l'11 de desembre del 934 i fou després duc de Borgonya per renúncia dels seus cunyats Raül (Raül I) i Hug el Negre (936). La filla Ermengarda fou probablement l'esposa de Letald II, comte (vescomte) de Mâcon (952-965) i va morir el 3 de novembre del 961.
Després de Manassès, mort després del 925, apareix com a comte Rodolf esmentat en carta del 952. Els Annals Nivernesos esmenten que el comte Rodolf de Dijon va conquerir el 958 el castell de Beaune i va segrestar a l'esposa del senyor local Otó que era filla de Gislebert o Gilbert; el castell fou recuperat per Otó. Rodolf podria ser germà de Robert I de Vermandois, comte de Meaux, Vermandois, Chalon i Beaune (per matrimoni amb Adelaida de Borgonya filla de Gilbert) del 956 al 967.
Apareix també un comte anomenat Gebuí (fill il·legítim del duc Ricard I de Borgonya el Justicier) esmentat amb el títol sense indicar el lloc, que hauria estat comte entre Manassès II i Rodolf. Aquest Gebuí va tenir un fill de nom Hug (II) que la Crònica de Saint Bèze esmenta en algunes donacions sense data i després apareix com a comte ("Hugo comes Divionensis"). Hauria seguit a Rodolf vers 960. Es va casar amb Adalburgis que a la mort del seu marit va fer una donació ("Adalburgis comitissa uxor eius" amb consentiment de "filiorum ipsius Gibuini…Catalaunensis episcopi et Richardi qui post eum hunc tenuit comitatum et Hugonis Attoariorum comitis") de datació incerta (entre 966 i 989). Va deixar cinc fills (Ricard, Hug, Gebuí, Odó i un cinquè de nom desconegut). Gebuí fou bisbe de Chalon (+ vers 997) i fou succeït per un altre Gebuí (+ 1004), fill del cinquè germà de nom desconegut. Hug fou comte d'Atuyer. El successor fou Ricard (mort el 1007 o abans) esmentat en algunes donacions. Es va casar amb Addita que el 1007 feia una donació per l'ànima del seu marit i del seu fill Letald comte. Per tant, Letald, esmentat com a comte, devia succeir breument al pare.
El bisbe de Langres Bruno de Roucy es va oposar durant anys a la instal·lació a Dijon de Robert de França, en qui el seu oncle el duc Otó Guillem havia renunciat el ducat de Borgonya el 1004. Un cop de força intentat pel rei-duc la tardor del 1015 va acabar en fracàs, però la mort de Bruno poc després (31 de gener de 1016), va permetre portar a la seu episcopal a Lambert de Vignory, parent d'Hug I de Chalon (comte de Chalon, bisbe d'Auxerre, fill de Lambert de Chalon i d'Adelaida de Borgonya) que va cedir la sobirania de Dijon i el seu comtat a França. El rei no volia incorporar Borgonya als dominis reials, i va deixar el ducat al seu fill Enric II de Borgonya de 8 anys, però va assegurar el govern i va anar sovint a Borgonya; la mort d'Hug, germà gran d'Enric, va convertir aquest en hereu i el seu pare el va fer consagrar com associat el 14 de maig del 1027. El rei Robert va morir el 1031 i va deixar França a Enric i el ducat de Borgonya al fill segon Robert (conegut com a Robert el Vell) que va obrir una nissaga que es mantindrà fins al 1361.

## Llista de comtes
- Guerí de Provença, vers 844-853, comte de Dijon, Mementois, Beaune, Chalon, Macôn i Auxois segurament entre d'altres, marques de Borgonya.
- Isembard 853-858, comte almenys de Dijon, Macôn i Chalon (853-858)
- Humfrid, 858-863, marquès de Borgonya i de Gotia, comte almenys de Dijon, Macôn, Chalon, Beaune
- Odó o Eudes, 863-870, abans comte de Troyes i Varais, després també de Macôn (863-870) i en part d'Autun.
- Hug I vers 870-885
- Manassès I vers 885-918
- Manassès II vers 918-926 (comte almenys de Dijon, d'Auxois, i de Beaune).
- Gebuí? vers 926-940
- Rodfolf vers 940-960
- Hug II vers 960-980/990
- Ricard vers 980/990-1006
- Letald 1006-1007
- Bruno de Roucy, bisbe (980-1016), 1007-1016
- Lambert 1016 (bisbe 1016-1030)
- Al ducat de Borgonya 1016